# Марек Біро
Марек Біро (словац. Marek Biro; народився 8 лютого 1988 у м. Банська Бистриця, ЧССР) — словацький хокеїст, захисник. Виступає за ХК 05 «Банська Бистриця» у Словацькій Екстралізі.
Виступав за ХК «Трнава», «Віндзор Спітфаєрс» (ОХЛ), ХК 05 «Банська Бистриця».
У складі національної збірної Словаччини провів 2 матчі. У складі молодіжної збірної Словаччини учасник чемпіонату світу 2008. У складі юніорської збірної Словаччини учасник чемпіонатів світу 2006.
Бронзовий призер чемпіонату Словаччини (2011).